# Джепсон, Уиллис Линн
Уиллис Линн Джепсон (англ. Willis Linn Jepson; 19 августа 1867, Вакавилл, Калифорния — 7 ноября 1946, Беркли, Калифорния) — американский ботаник, профессор.

## Биография
Уиллис Линн Джепсон родился в Калифорнии 19 августа 1867 года. В 1889 году Джепсон окончил Калифорнийский университет. В 1899 году получил учёную степень доктора философии в Калифорнии. В 1905 году Джепсон изучал классические гербарии в Королевских ботанических садах Кью. В 1918 году стал профессором, в 1937 году — почётным профессором. Джепсон внёс значительный вклад в ботанику, описав множество видов растений. Уиллис Линн Джепсон умер в городе Беркли 7 ноября 1946 года.

## Научная деятельность
Уиллис Линн Джепсон специализировался на папоротниковидных и на семенных растениях.

## Научные работы
- Flora of Western Middle California (1901)[6].
- Silva of California (1910)[6].
- Manual of the Flowering Plants of California (1923—1925)[6].
- Flora of California (1909—1943)[6].

## Почести
Род растений Jepsonia был назван в его честь.